# Триггер (базы данных)
Три́ггер (англ. trigger) — хранимая процедура особого типа, которую пользователь не вызывает непосредственно, а исполнение которой обусловлено действием по модификации данных: добавлением INSERT, удалением DELETE строки в заданной таблице, или изменением UPDATE данных в определённом столбце заданной таблицы реляционной базы данных.
Триггеры применяются для обеспечения целостности данных и реализации сложной бизнес-логики. Триггер запускается сервером автоматически при попытке изменения данных в таблице, с которой он связан. Все производимые им модификации данных рассматриваются как выполняемые в транзакции, в которой выполнено действие, вызвавшее срабатывание триггера. Соответственно, в случае обнаружения ошибки или нарушения целостности данных может произойти откат этой транзакции.
Момент запуска триггера определяется с помощью ключевых слов BEFORE (триггер запускается до выполнения связанного с ним события; например, до добавления записи) или AFTER (после события). В случае, если триггер вызывается до события, он может внести изменения в модифицируемую событием запись (конечно, при условии, что событие — не удаление записи). Некоторые СУБД накладывают ограничения на операторы, которые могут быть использованы в триггере (например, может быть запрещено вносить изменения в таблицу, на которой «висит» триггер, и т. п.).
Кроме того, триггеры могут быть привязаны не к таблице, а к представлению (VIEW). В этом случае с их помощью реализуется механизм «обновляемого представления». В этом случае ключевые слова BEFORE и AFTER влияют лишь на последовательность вызова триггеров, так как собственно событие (удаление, вставка или обновление) не происходит.
В некоторых серверах триггеры могут вызываться не для каждой модифицируемой записи, а один раз на изменение таблицы. Такие триггеры называются табличными.
Пример (Oracle Database):
```
/* Триггер на уровне таблицы */

CREATE
 
OR
 
REPLACE
 
TRIGGER
 
DistrictUpdatedTrigger

AFTER
 
UPDATE
 
ON
 
district

BEGIN

    
insert
 
into
 
info
 
values
 
(
'table "district" has changed'
);

END
;

```

В этом случае для отличия табличных триггеров от строчных вводится дополнительные ключевые слова при описании строчных триггеров. В Oracle это словосочетание FOR EACH ROW.
Пример:
```
/* Триггер на уровне строки */

CREATE
 
OR
 
REPLACE
 
TRIGGER
 
DistrictUpdatedTrigger

AFTER
 
UPDATE
 
ON
 
district
 
FOR
 
EACH
 
ROW

BEGIN
 

    
insert
 
into
 
info
 
values
 
(
'one row in table "district" has changed'
);

END
;

```